# スタッフォード・レンジャーズFC
スタッフォード・レンジャーズ・フットボール・クラブ（Stafford Rangers Football Club）はイングランド、スタッフォードシャー州、スタッフォードを本拠地とするサッカークラブチームである。2012-2013シーズンはノーザンプレミアリーグ・プレミアディヴィジョン（7部相当）に所属。

## タイトル

### 国内タイトル
- バーミンガム・コンベイション:1回

1912
- バーミンガム・リーグ:1回

1926-1927
- ノーザンプレミアリーグ:2回

1971-1972, 1984-1985
- サウザンリーグ・ウエスタンディヴィジョン:1回

1999-2000

### 国際タイトル
- なし

## 歴代所属選手
- ピーター・バーンズ 1990
- ベン・フォスター 2004
- ドナルド・グッドマン 2003-2004
- スコット・ローチ 2007
- クリス・バシャム 2006-2007